# Cottia violarum
Cottia violarum är en tvåvingeart som beskrevs av Percy Edward Raymond 1928. Cottia violarum ingår i släktet Cottia och familjen sorgmyggor.
Artens utbredningsområde är Frankrike. Inga underarter finns listade i Catalogue of Life.